# レニー・トリスターノ
レニー・トリスターノ（Lennie Tristano、1919年3月19日 – 1978年11月18日）は、アメリカ合衆国の盲目のジャズ・ピアニストで作曲家。演奏家としては、クール・ジャズやビバップ、ポスト・バップ、アヴァンギャルド・ジャズのジャンルで活動した。ジャズの歴史においてはいささか過小評価されてはいるが、即興演奏家としては、顕著な独創性や驚異的な活動ゆえに、通のジャズ愛好家から長らく称賛されてきた。さらに教師として、リー・コーニッツやビル・エヴァンスらを通じてジャズ界に抜本的な影響を与えてきた。

## 略歴
シカゴにおいて、アヴェルサからのイタリア系移民の家庭に生まれる。本名はレナード・ジョゼフ・トリスターノ（Leonard Joseph Tristano）。幼少期に失明したが、十代になる前からピアノと音楽理論を学び、1943年にシカゴ・アメリカ音楽院を修了した。ジャズへの関心から1946年にニューヨーク・シティに転居した。トリスターノは、和声法についての高度な理解力によって、同時代のビバップ運動をさらに上回る複雑な音楽様式に辿り着いたが、本人は常々、チャーリー・パーカーやバド・パウエルから大きな影響を受けていると公言して憚らなかった。トリスターノの様式に影響したその他の人物は、初期の録音からも明らかなように、ナット・キング・コールとアート・テイタムである。トリスターノとその一派は、主流派であるビバップ・ジャズに傾倒していたにもかかわらず、パーカーやディジー・ガレスピーらビバップの旗手たちとは、たまにしか演奏や録音を行わなかった。「トリスターノ派」は、しばしば「クール・ジャズ」と定義されてビバップと対照されてきたが、とはいえこのような呼び方はトリスターノ流の音楽様式を、1950年代の西海岸のクール・ジャズのような無関係な様式と一緒くたにする惧れがある。

### 録音
トリスターノの初期の録音の中で最も重要なものは、門弟のサクソフォン奏者、リー・コーニッツとウォーン・マーシュとの六重奏による1949年の録音である。伝統的な構成によるたくさんの楽曲の録音が済むと、トリスターノはグループに「イントゥイション」と「ディグレッション」の2曲を録音させた。どちらの曲も、旋律や和声進行、リズムが予め定まっていない、完全な即興演奏であった。そのためこの2曲は、「フリー・ジャズ」や「フリー・インプロヴィゼーション」の最初の実例としてしばしば言及されている。1953年の『デセント・イントゥ・ザ・メールストローム』の録音は、オーバーダビングの実験として、とりわけ重要である。荒削りな無調の楽曲は、セシル・テイラーやボラー・バーグマンのずっと後年の作風に先鞭をつけている。
トリスターノがアトランティック・レコードから発表した2枚の重要なアルバムは、今でも代表作として名高い。1955年の『鬼才トリスターノ（英語: Lennie Tristano）』は、「レクィエム」と「ターキッシュ・マンボ」のオーバーダビングや、「ライン・アップ」と「東32丁目」のテープの速度変調といった革新的な録音の実験で知られる。第2部は、リー・コーニッツを従えた、クラブにおける紛れもないギグである。「レクィエム」は、今は亡きチャーリー・パーカーへのトリビュートである。深みのあるブルースの感覚で名高いが、このような表現様式は、いつものトリスターノのものとは違っている。ただし、最も重要な作品は「ライン・アップ」である。うねうねと果てしなく続く、奇妙な旋律の即興は、「オール・オブ・ミー」の変奏に基づいて申し分なく展開されるが、驚くべきことにちょうど3分半で終わってしまう。
1962年の『ニュー・トリスターノ（The New Tristano）』は、ジャズ・ピアノの独奏として今なお画期的なアルバムである。今回はオーバーダビングが使われてはいないけれども、構想にまったく隙がない。とりわけ古典的な『Gマイナー・コンプレックス』は、「ユード・ビー・ソー・ナイス・トゥ・カム・ホーム・トゥ」の変奏に基づいている。トリスターノはジャズ・ベース奏者の伴奏法を左手で真似しているが、その手法は目立っており、しばしば模倣された。左手の旋律線と、右手の驚くほど広がる旋律線との組み合わせは対位法的な趣向で処置され、バッハに対するあからさまなオマージュとなっている。
トリスターノがレコード会社に対して不信感を持ち、公開演奏にも次第に消極的になったことから、録音はかなり散発的に行われ、その多くが、音質にひどくむらのある実況録音にならざるを得なかった。録音されて発表された生演奏には、1950年代のニューヨークのハーフノート・クラブのライブ音源や、1960年代のヨーロッパにおけるコンサートの音源も含まれている。トリスターノは、自前のレーベルを発足させた最初のミュージシャンの一人であり、ジャズ・レコード社は、現在はトリスターノの娘でドラマーのキャロルによって運営されている。

### 影響
1940年代の末から歿年まで音楽教育に携わり、1950年代になるまでには教職に全力を傾けた。トリスターノは、体系的にジャズの指導を行なったジャズ教師の先駆者と呼んで差し支えない。トリスターノの革新的な指導法は、幅広い層のアーティストを啓発した。チャールズ・ミンガスやビリー・ジョエル、ビル・ルッソ、コニー・クローザース、レニー・ポプキン、サル・モスカ、リズ・ゴリル、ハービー・ハンコック、リー・コーニッツ、ウォーン・マーシュ、シーラ・ジョーダン、ビル・エヴァンス、ビリー・バウアー、フラン・カニジアス、ベティ・スコット、ジェフ・モートン、ウィリー・デニス、ジェリー・ティリッツ、ドン・フェレラ、ロニー・ボール、ピーター・インド、ジミー・ハルペリン、ビリー・レスター、アラン・ブロードベント、マーク・ターナーらのジャズ・ミュージシャンに加えて、ジョー・サトリアーニやキース・エマーソンらのロック・ミュージシャン、あまつさえラッパーでフランシスコ会の修道士スタン・フォーチュナまでがトリスターノの恩恵を受けている。ジャズ・ベーシストのピーター・インドは、2005年10月に『ジャズの理想〜レニー・トリスターノとその遺産（英語: Jazz Visions: Lennie Tristano and His Legacy）』を発表した。同書では、トリスターノのジャズに対する貢献が記録され、論証されている。